# Kazimierz Kaczanowski

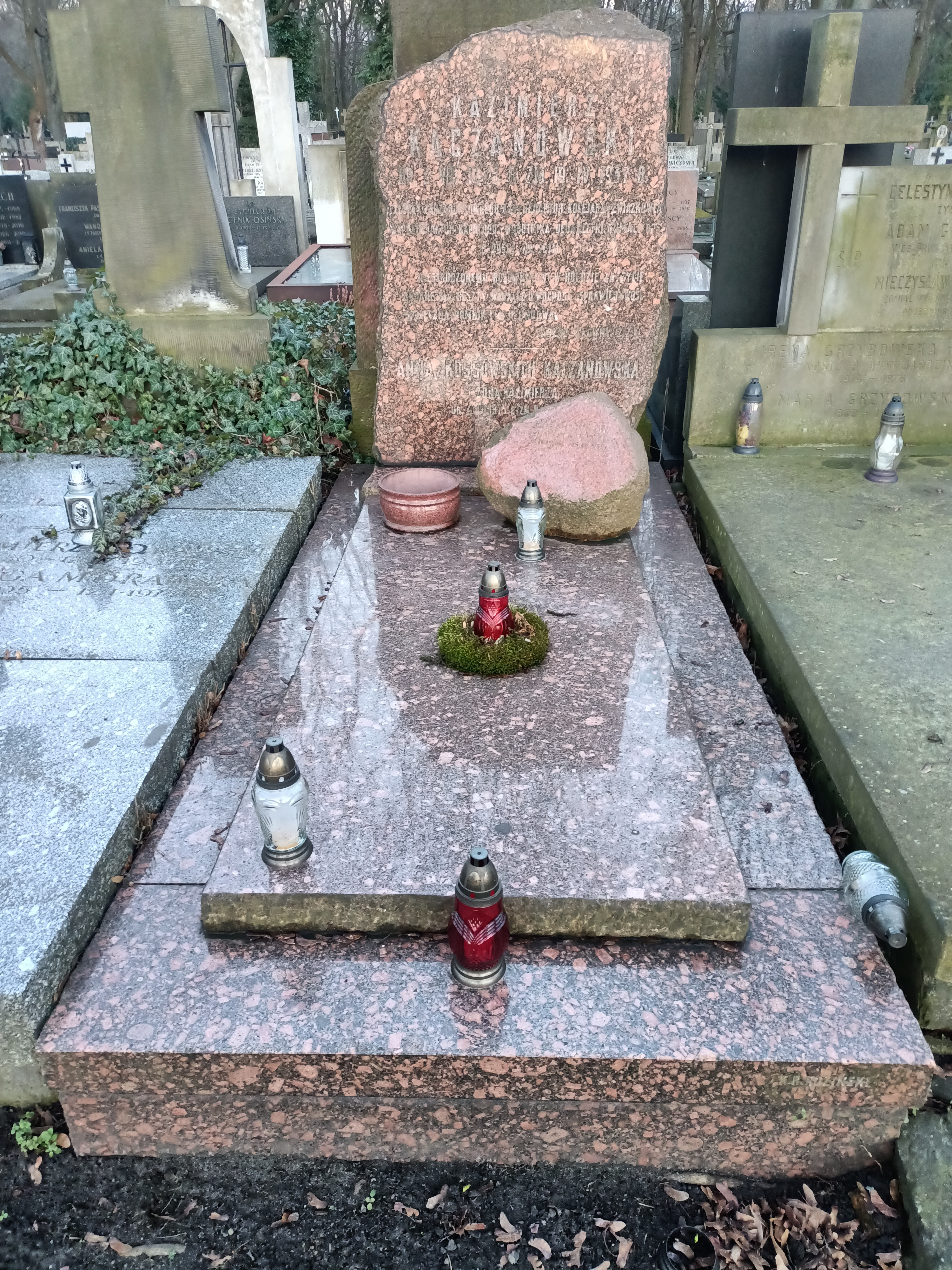
Grób Kazimierza Kaczanowskiego na Cmentarzu Powązkowskim w Warszawie

Kazimierz Marian Michał Kaczanowski ps. literacki Kazimierz Ostoja (ur. 3 sierpnia 1875 w Krasiczynie k. Jarosławia, zm. 19 kwietnia 1937 w Warszawie) – polski polityk, poseł na Sejm II kadencji w latach 1928–1930.

## Życiorys
Urodził się 3 sierpnia 1875 w Krasiczynie jako dziecko Feliksa i Joanny z d. Keller.
W 1894 ukończył gimnazjum w Przemyślu. W gimnazjum działał w organizacji „Promieniści”. Studiował prawo na Uniwersytecie we Lwowie i na Uniwersytecie Jagiellońskim w Krakowie. W 1895 wstąpił do Stowarzyszenia Kształcącej się Młodzieży Postępowej „Zjednoczenie” i PPSD. Był jednym z najbliższych współpracowników Ignacego Daszyńskiego a także jednym z najlepszych partyjnych agitatorów i mówców.
Był redaktorem i wydawcą (1900–1905) czasopisma „Naprzód”, współpracownikiem „Przedświtu” a następnie redaktorem „Kolejarza” i redaktorem naczelnym (1926–1928 i 1930–1937) „Kolejarza-Związkowca”.
Od 1919 związany z Polską Partią Socjalistyczną (PPS). Był członkiem dzielnicowej organizacji partyjnej na Powiślu w Warszawie. Poseł II kadencji Sejmu 1928–1930. Mandat uzyskał z listy nr 2 (PPS), okręg wyborczy nr 32 w Bydgoszczy. Pracował w komisjach: budżetowej, komunikacyjnej, petycyjnej, walki z drożyzną.
Zmarł 19 kwietnia 1937 w Warszawie. Został pochowany na cmentarzu Powązkowskim w Warszawie (kwatera 315-6-11).
Ojciec Feliksa Kaczanowskiego, dziadek Witolda Kaczanowskiego.  